# Tyczyn
Tyczyn ist eine Stadt im Powiat Rzeszowski der Woiwodschaft Karpatenvorland in Polen. Sie ist Sitz der gleichnamigen Stadt-und-Land-Gemeinde mit etwa 11.750 Einwohnern.

## Geschichte

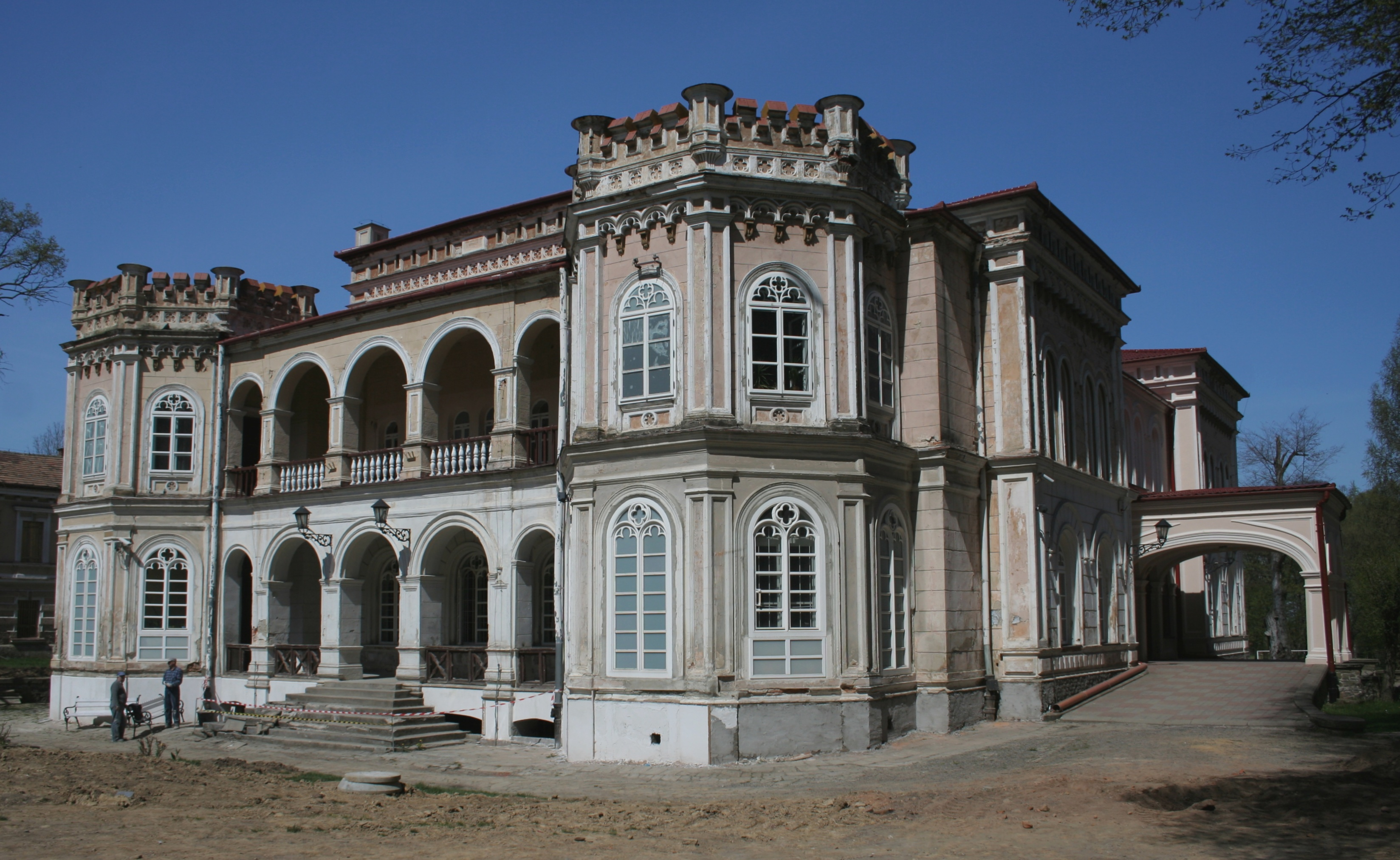
Pałac Wodzickich, heute Gymnasium

Der Ort wurde 1368 unter dem Namen Tyczczin vom Lokator und dem ersten Vogt Bartold Tyczner gegründet und gehörte ursprünglich zum Sanoker Land, Woiwodschaft Ruthenien. In der folgenden Zeit wurde die Stadt als Thiczin (1403), Tyczin (1404), Thijczin (1409), Tyczyn (1412), Thiczin, Tyczyn (1420), oppidum Tyczenense (1430), Teczin (1441),  Tyczschin, Tluczin [!] (1446), Tetschin (1447), Chyczyn (1461), Thyczczin (1466), Thyczczen (1481) erwähnt. Zu dieser Zeit war der Name der Stadt sehr ähnlich dem Namen von Neu- und Alttitschen (Tyczyn, Thiczyn, Titschein, Ticzen) in Nordmähren, und deswegen glauben viele Forscher, dass Bartold Tyczner aus dieser Stadt kam und daraus auch Siedler (siehe auch Walddeutsche) herbeiholte.
Am wahrscheinlichsten gehörte die Stadt anfänglich zum Starost der Rus Otto von Pilcza, nach dessen Tod zu seiner Tochter Elisabeth von Pilitza. Zu dieser Zeit wurde die alte ruthenische Institution der Wolost des Zuflussgebiets Wisłoks aus dem Dorf Zalesie (heute Stadtteil von Rzeszów) in Tyczyn verlegt. Unter der Familie Pilecki-Leliwa wurde die Stadt noch im 15. Jahrhundert aus dem Sanoker Land ausgeschlossen und dem Przemyśler Land zugeordnet.
In der Neuzeit rechtfertigt ein erheblicher jüdischer Anteil die Bezeichnung als Schtetl.
Heute gehört Tyczyn mit einem eigenen Dekanat dem Bistum Rzeszów an.

## Gemeinde
Zur Stadt-und-Land-Gemeinde gehören neben der Stadt Tyczyn weitere Dörfer mit Schulzenämtern.

## Persönlichkeiten
- Eliezer Schindler (1892–1957), deutschamerikanischer Dichter des Jiddischen
- Mischket Liebermann (1905–1981), Schauspielerin
- Roman Karst (1911–1988), Literaturwissenschaftler
- Nathan Notowicz (1911–1968), Komponist
- Katarzyna Sobczyk (1945–2010), Schlagersängerin